# Tävåstjärnen
Tävåstjärnen är en sjö i Härjedalens kommun i Härjedalen och ingår i Ljusnans huvudavrinningsområde. Sjön har en area på 0,183 kvadratkilometer och ligger 577,6 meter över havet.

## Delavrinningsområde
Tävåstjärnen ingår i det delavrinningsområde (689421-141926) som SMHI kallar för Ovan Kullsbäcken. Medelhöjden är 439 meter över havet och ytan är 35,29 kvadratkilometer. Räknas de 4 avrinningsområdena uppströms in blir den ackumulerade arean 88,04 kvadratkilometer. Sålnen som avvattnar avrinningsområdet har biflödesordning 2, vilket innebär att vattnet flödar genom totalt 2 vattendrag innan det når havet efter 253 kilometer. Avrinningsområdet består mestadels av skog (70 procent) och sankmarker (24 procent). Avrinningsområdet har 0,47 kvadratkilometer vattenytor vilket ger det en sjöprocent på 1,3 procent.